# تارا بيترسون
تارا بيترسون (بالإنجليزية: Tara Peterson)‏ هي لاعبة كرلنغ أمريكية، ولدت في 28 مايو 1991 في بورنسفيل في الولايات المتحدة.

## وصلات خارجية
- تارا بيترسون على موقع الاتحاد الدولي للكرلنغ (الإنجليزية)
- تارا بيترسون على موقع اللجنة الأولمبية الدولية (الإنجليزية)
- تارا بيترسون على موقع أوليمبيديا (الإنجليزية)
- تارا بيترسون على موقع اللجنة الأولمبية والبارالمبية الأمريكية (الإنجليزية)